# Ocnogyna albobrunnescens
Ocnogyna albobrunnescens är en fjärilsart som beskrevs av Embrik Strand 1919. Ocnogyna albobrunnescens ingår i släktet Ocnogyna och familjen björnspinnare. Inga underarter finns listade i Catalogue of Life.